# Emil von Roediger
Emil von Roediger (německy Emil Ritter von Rödiger) (19. února 1832 Terst – 28. prosince 1899 Terst) byl rakousko-uherský admirál. Po nedokončených studiích sloužil u c. k. námořnictva od roku 1848 a v mládí byl účastníkem několika válek. Absolvoval několik zaoceánských cest a postupoval v hodnostech. V roce 1884 byl penzionován v hodnosti kontradmirála a zároveň povýšen do šlechtického stavu. 

## Životopis

SMS Prinz Eugen, vlajková loď kapitána Roedigera v letech 1880–1881

Byl synem Johanna Roedigera, majitele nemovitostí v Terstu. Po dvou letech nedokončeného studia na námořní škole v Benátkách vstoupil v roce 1848 k námořnictvu. Jako kadet na fregatě SMS Bellona se během revolučních bojů v Itálii zúčastnil blokády Benátek (1849). Poté vystřídal službu na různých lodích a plavil se po Jadranu. V roce 1852 získal hodnost praporčíka a na parníku SMS Curtatone absolvoval cestu do Istanbulu (1855–1856). Postupoval v hodnostech (poručík II. třídy 1858, poručík I. třídy 1860) a mezitím se v roce 1859 zúčastnil války se Sardinií. V letech 1862–1864 byl provizorním velitelem řadové lodi SMS Kaiser a poté několikrát velel admirálské jachtě SMS Fantasie. 
Jako velitel parníku SMS Fiume se v roce 1866 zúčastnil války s Itálií. V hodnosti korvetního kapitána (19. ledna 1868) byl prvním důstojníkem na ještě nedokončené obrněné lodi SMS Lissa (1869–1870) a poté několik let působil u arzenálu v Pule (1871–1874). Mezitím byl povýšen na fregatního kapitána (30. dubna 1870) a v letech 1874–1875 se jako velitel korvety SMS Dandolo plavil do Ameriky s kadety námořní akademie. Po návratu byl přidělen k velení námořní základny v Terstu a v letech 1876–1878 byl ředitelem výzbroje arzenálu v Pule.
K datu 1. října 1878 byl povýšen do hodnosti kapitána řadové lodi a v letech 1879–1880 byl velitelem obrněné lodi SMS Habsburg jako vlajkové lodi eskadry. Na přelomu let 1880–1881 byl velitelem pancéřové fregaty SMS Prinz Eugen a na císařské jachtě SMS Miramar pak v roce 1881 doprovázel korunního prince Rudolfa na Blízký východ. Závěr kariéry strávil u námořní základny v Terstu a ke dni 1. června 1884 byl penzionován, při té příležitosti obdržel hodnost kontradmirála.
Po odchodu do výslužby se usadil v rodném Terstu, kde zemřel 28. prosince 1899 ve věku 67 let.

## Tituly a ocenění
Při odchodu do penze byl povýšen do šlechtického stavu s titulem rytíř (Ritter von Roediger). Během služby u námořnictva získal několik vyznamenání v Rakousku-Uhersku i v zahraničí.

### Rakousko-Uhersko
- Služební odznak pro důstojníky III. třídy (1869)
- Válečná medaile (1873)
- Řád železné koruny III. třídy (1884)
- Jubilejní pamětní medaile (1898)

### Zahraničí
- Řád Medžidie IV. třídy (1859, Osmanská říše)
- Řád koruny III. třídy (Prusko)
- Řád knížete Danila I. II. třídy (1874, Černá Hora)
- komandérský kříž Řádu Spasitele (1876, Řecko)
- Řád Osmanie III. třídy (1882, Osmanská říše)